# Partiet for nationalt værn
Partiet for nationalt værn (islandsk: Þjóðvarnarflokkurinn) var et politisk parti på Island. Det blev stiftet 15. marts 1953 af den samme kreds af tilhængere af islandsk neutralitet og demilitarisering, der stod bag ugeavisen Frjáls Þjóð.
Partiet var modstander af Islands medlemskab af NATO og den amerikanske militærbase i Keflavík, og krævede folkeafstemning om spørgsmålet. Derudover havde partiet en progressiv midterprofil med en kombination af socialliberale og socialdemokratiske synspunkter, det var bl.a. tilhænger af en blandingsøkonomi.
Ved altingsvalget 1953 fik Partiet for nationalt værn valgt to repræsentanter (Gils Guðmundsson og Bergur Sigurbjörnsson), men mistede begge mandater ved det følgende valg| i 1956. Partiet opnåede også repræsentation i Studentertinget ved Islands Universitet, samt byrådene i Akureyri og Reykjavík.
I 1963 opstillede partiet kandidater på Folkealliancens lister, hvilket bragte dets tidligere tingmand Gils Guðmundsson tilbage i Altinget, hvor han sad frem til 1979. Det lykkedes derimod ikke Bergur Sigurbjörnsson at blive valgt, men han var medlem af Altinget i to perioder som suppleant.
I 1968 omdannedes Folkealliancen til et egentligt politisk parti med et klart socialistisk program, og resterne af Partiet for nationalt værn indgik i det nye parti. En gruppe af dets tidligere medlemmer stiftede året efter Sammenslutningen af liberale og venstreorienterede sammen med Folkealliancens tidligere formand Hannibal Valdimarsson og hans støtter.

## Valgresultater
| Valg           | Antal stemmer | Stemmer i % | +/–  | Mandater | +/– |
| -------------- | ------------- | ----------- | ---- | -------- | --- |
| 1953           | 4 667         | 6,0         |      | 2        | +2  |
| 1956           | 3 706         | 4,5         | -1,5 | 0        | -2  |
| 1959 (juni)    | 2 137         | 2,5         | -2,0 | 0        | ±0  |
| 1959 (oktober) | 2 883         | 3,4         | +0,9 | 0        | ±0  |